# Бобрув (Карконоський повіт)
Бобрув (пол. Bobrów) — село в Польщі, у гміні Мислаковиці Карконоського повіту Нижньосілезького воєводства.
Населення — 222 особи (2011).

## Демографія
Демографічна структура станом на 31 березня 2011 року:
|          | Загалом | Допрацездатний вік | Працездатний вік | Постпрацездатний вік |
| -------- | ------- | ------------------ | ---------------- | -------------------- |
| Чоловіки | 116     | 27                 | 81               | 8                    |
| Жінки    | 106     | 17                 | 70               | 19                   |
| Разом    | 222     | 44                 | 151              | 27                   |